# Казанка (Арский район)
Казанка — деревня в Арском районе Татарстана. Входит в состав Урнякского сельского поселения.

## География
Находится в северо-западной части Татарстана на расстоянии приблизительно 16 км по прямой на север-северо-восток от районного центра города Арск у речки Казанка.

## История
Основана в 1930-х годах.

## Население
Постоянных жителей было: в 1938 году — 81, в 1949—109, в 1958—102, в 1970—131, в 1979—107, в 1989—117, 172 в 2002 году (татары 92 %), 159 в 2010.